# Piotr Smidovitx
Piotr Germogenovič Smidovitx (en rus: Пётр Гермогенович Смидович; Rogačëv, 7 de maig de 1874 – Moscou, 16 d'abril de 1935) fou un revolucionari bolxevic i polític soviètic. Smidovitx fou el líder de l'organització comunista Komzet, que es va establir el 1921 a Rússia. La idea de fundar un óblast autònom jueu a l'URSS amb l'ídix com a llengua oficial pertanyia a Mikhaïl Kalinin i Smidovitx.

## Biografia
Piotr Germogenovič Smidovitx va néixer en una família noble i es va apropar als cercles marxistes il·legals durant l'educació secundària. El 1894 va ser expulsat de la Universitat de Moscou i confinat a Tula. D'aquí va fugir a París, on va completar la seva formació en enginyeria elèctrica. El 1898 va tornar a Rússia amb un passaport belga. Sota la falsa identitat de l'enginyer elèctric Étienne Buter, va treballar en fàbriques a Dniprò, Moscou i Sant Petersburg, i després com a paleta a Kertx. Mentrestant, va continuar l'activitat revolucionària com a membre, des de la seva fundació, del Partit Obrer Socialdemòcrata Rus (POSDR). El 1901, després d'un any de detenció preventiva, fou condemnat a l'exili. A Londres va rebre l'encàrrec de Lenin d'organitzar el transport del periòdic Iskra de Marsella a Batum. Per això va tornar al territori de l'Imperi Rus i es va ocupar d'imprimir clandestinament la revista a Uman.
Després de la fallida Revolució de 1905, Smidovitx, com a membre del comitè de ciutat i districte del POSDR a Moscou, va tractar la reorganització de les estructures del partit i la creació d'una oficina sindical clandestina. Després d'assistir al IV Congrés del POSDR a Estocolm, va ser condemnat a dos anys de confinament a Vólogda, després del qual va tornar a Moscou on va treballar com a enginyer en una central elèctrica. Després de la Revolució de Febrer de 1917 va ser membre del Presídium del Soviet a Moscou, a l'interior del qual es va oposar a la línia majoritària formada pels socialrevolucionaris i els menxevics, i va ser delegat al VI Congrés de la POSDR. Durant la Revolució d'Octubre va ser membre del Comitè Militar Revolucionari de Moscou.

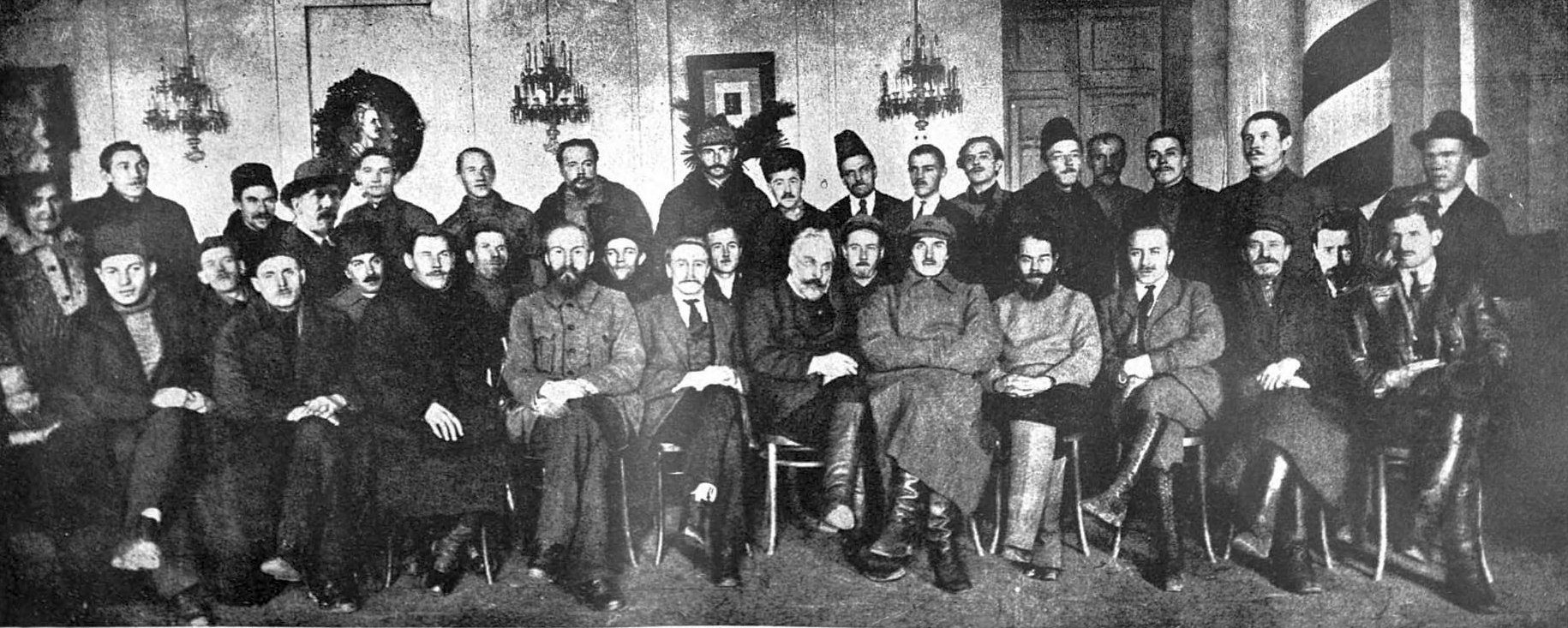
El Comitè Executiu del Soviet de Moscou el 1918 amb el president Smidovitx assegut al centre

El 1918, es va convertir en president del Soviet ciutadà i va exercir aquesta funció en el discurs d'inauguració per part de Lenin de la làpida col·locada a la Necròpolis de la Muralla del Kremlin sobre les fossa comuna dels revolucionaris caiguts. Smidovitx va ser després, entre altres funcions, director del departament d'energia del Consell Superior de l'Economia Nacional, president del Sovnarjoz de la Governació de Moscou i membre del Presídium del Comitè Executiu Central de la Unió Soviètica. També va ser membre de la Comissió de Control Central del Partit Comunista Rus (bolxevic) elegit el 1921 al X Congrés.
Va ser el segon marit de la revolucionària Sofia Smidovitx. La ciutat de Smidovitx, a l'óblast jueu autònom, va rebre el seu nom.